# Abu Charaza
Abu Charaza – wieś w Syrii, w muhafazie Ar-Rakka, w dystrykcie Tall Abjad. W 2004 roku liczyła 745 mieszkańców.